# Susana Werner
Susana Werner (Río de Janeiro, 20 de julio de 1977) es una modelo y actriz brasileña. Hizo su debut como actriz en la famosa telenovela brasileña Malhação en 1997 y un año más tarde apareció en la película Donne in bianco En 2003 integró el reparto de la película Deus É Brasileiro. Entre 1997 y 1999, Susana tuvo una relación con el futbolista Ronaldo Nazario. Más tarde se casó con el guardameta Júlio César. La pareja tiene dos hijos, Cauet (nacido en 2002) y Giulia (nacida en 2005).

## Filmografía

### Cine
- Donne in bianco – 1998
- Deus É Brasileiro – 2003

### Televisión
- Malhação – 1997
- Vila Madalena – 1999
- Você Decide – 2000
- Um Anjo Caiu do Céu – 2001
- Luz do Sol – 2007
- Sete Pecados – 2007